# Bileakî, Semenivka
Bileakî (în ucraineană Біляки) este localitatea de reședință a comunei Bileakî din raionul Semenivka, regiunea Poltava, Ucraina.

## Demografie
Componența lingvistică a localității Bileakî
     Ucraineană (97,06%)
     Rusă (1,92%)
     Alte limbi (0,56%)
Conform recensământului din 2001, majoritatea populației localității Bileakî era vorbitoare de ucraineană (97,06%), existând în minoritate și vorbitori de rusă (1,92%).